# Laurelwood, Oregon
Laurelwood là một cộng đồng nhỏ chưa hợp nhất nằm trong quận Washington, Oregon, Hoa Kỳ. Nó nằm ở tây nam Vùng đô thị Portland gần Xa lộ Oregon 47 và thành phố Gaston. Dân số là 200 người.
Hai mươi năm trước Laurelwood có Học viện Giáo hội Phục sinh nơi có khoảng trung bình 300 học sinh đến học hàng năm. Trường tiểu học Phục sinh vẫn còn tồn tại, và hiện tại có khoảng 20 học sinh từ lớp 1 đến lớp 8.
Ngày nay các tòa nhà của Học viện là "Mission College of Evangelism" do Carol & Louis Torres điều hành.
Laurelwood là một cộng đồng nông nghiệp với dân số một phần là những người hồi hưu và cựu học sinh và giáo viên của Học viện Laurelwood.
Trong thập niên 1990, một kế hoạch phát triển nhà ở đã được đề nghị xây trong thung lũng Laurelwood. Những người dân cư ngụ của cộng đồng đã bỏ phiếu dẹp bỏ kế hoạch này.